# Kedungmulyo (Kemusu)
Kedungmulyo is een bestuurslaag in het regentschap Boyolali van de provincie Midden-Java, Indonesië. Kedungmulyo telt 3057 inwoners (volkstelling 2010).